# あした (aikoの曲)
『あした』は、aikoのメジャー・デビュー・シングル。ポニーキャニオンから1998年7月17日に発売。

## 解説
aikoの記念すべきメジャーデビューシングルの発売日は、日本でCDが多く発売される水曜日ではなく、オリコンチャートの集計上不利となる金曜日の発売となった。
全国東映系映画『新生トイレの花子さん』主題歌、YTV系『新橋ミュージックホール』エンディングテーマ。
「あした」は、小森田実（現：コモリタミノル）が作曲・編曲を手掛けており、aikoの曲では本人以外が作曲をした唯一の曲。そのため他のaikoの曲と曲調が異なる。このような異例の形となったのはデビュー時点のポニーキャニオンとの契約がスポット契約であったことも影響しているとされ、後に「花火」のヒットにより通常の専属契約に切り替えられている。
記念すべきメジャーデビュー曲ではあるが、aikoがライブでこの曲を歌うことは少なかった。しかし、2008年に行われた公演において久々に「フル」で披露されて以降は徐々に歌われ現在は他の曲と同様に扱われている。
深田恭子のデビュー・シングル「最後の果実」はこの曲をリメイクしたもの。aikoはこの曲の仮歌を吹き込んだ他、本番の収録でもバックコーラスとして参加。小野綾子（当時はオノ・アヤコ）の「TWO OF US」（2002年）も「あした」「最後の果実」と同じく小森田の作曲で類似性が指摘されている。
MVが二つあり、オリジナル版のモノクロのMVと、モノクロとカラーの混ざったニューバージョンが存在する。このバージョンは、MV集「ウタウイヌ」に収録されたが、オリジナル版は未発売。
リミックス・ヴァージョンが存在する。メジャーデビュー前からFM大阪でラジオDJをしていた縁もあり、自身の担当番組などで「あした -fm osaka remix-」としてオンエアされたことがある。
aikoのメジャー盤の中で唯一の8cmCDシングルだったが、2007年3月21日に12cmCDとして再発売され8cmシングルは廃盤。再発盤（12cmCD）は初回盤のみカラートレイ仕様。

## 曲目
全作詞：AIKO
1. あした
  - 作曲・編曲：小森田実
2. I'm feeling blue
  - 作曲：AIKO、編曲：島田昌典
3. あした（instrumental）